# Wet ter versterking van de republikeinse principes
De Wet van 24 augustus 2021 ter bevestiging van de eerbiediging van de beginselen van de Republiek (ook bekend als de wet «tegen het separatisme», in het Frans Loi du 24 août 2021 confortant le respect des principes de la République) is een wet die eerst als wetsontwerp van de Franse regering was ingediend om de republikeinse principes van de seculiere Franse staat te versterken, meer dan honderd jaar na de historische wet van 9 december 1905 op de scheiding van Kerk en Staat (“Loi de séparation des Églises et de l'État »). 

## Historiek
Een vroege aankondiging kwam op 26 juli 2020 toen vice-minister Marlène Schiappa “voor september of oktober” een wetsvoorstel aankondigde “tegen het separatisme en de politieke Islam”. Het wetsvoorstel “viseert alle organisaties die ageren in de marges van de Republiek en tegen de Republiek”.
President Emmanuel Macron gaf op 2 oktober 2020 meer toelichting in een toespraak waarin hij uiting gaf aan zijn ongerustheid over een “radicale, politieke islam”, en pleitte voor een “islam van de Verlichting, in harmonie met de republiek”.

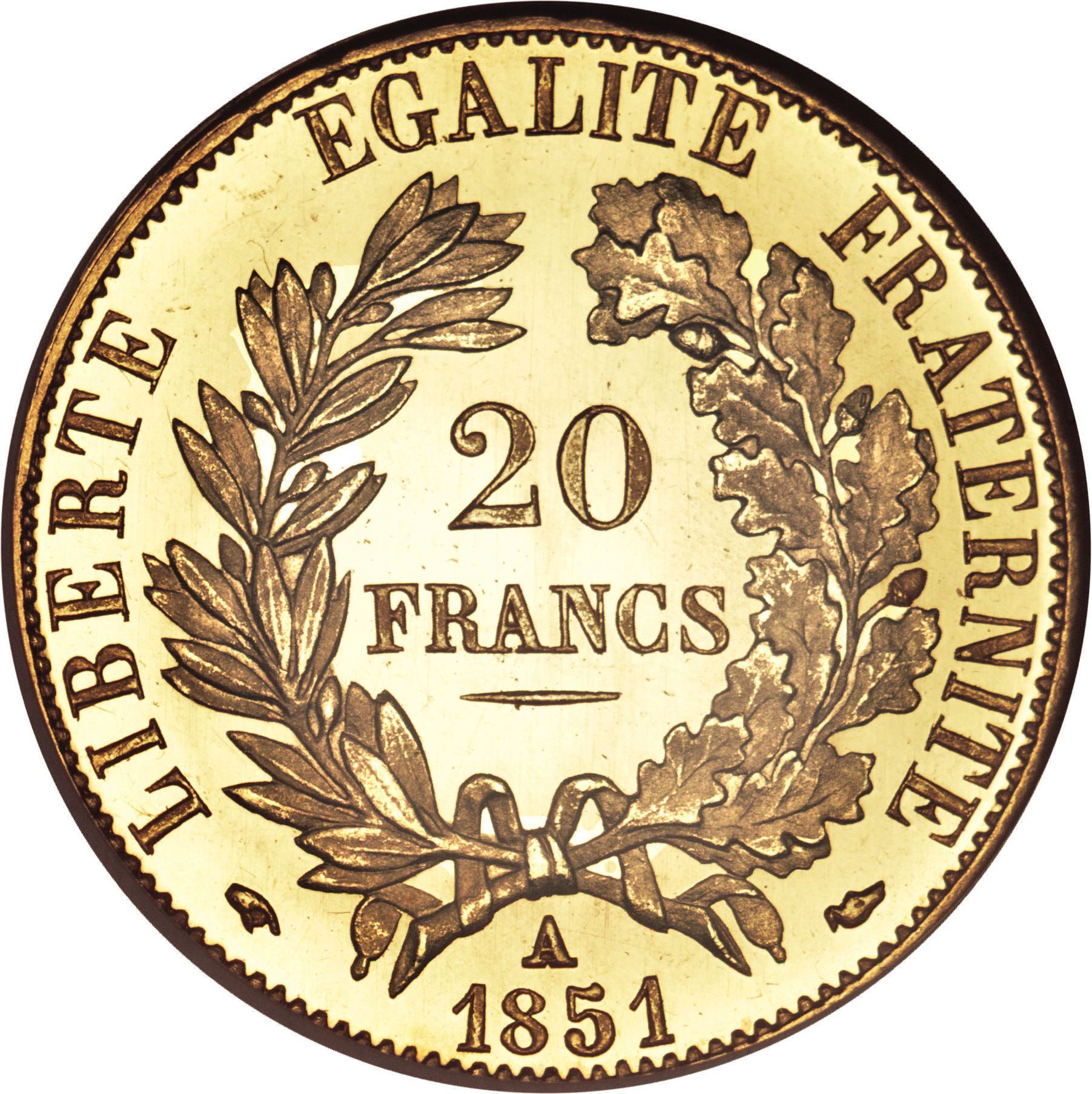
Een Frans muntstuk uit 1851 met de tekst “Liberté, Égalité, Fraternité” (Vrijheid, gelijkheid en broederschap.

De definitieve titel van de wet lag in 2020 nog niet vast, en meerdere politici legden eigen accenten bij de formulering. Minister van Binnenlandse Zaken Gérald Darmanin wil met de wet “neutraliteitsverplichtingen afdwingen bij instellingen en organisaties die openbare diensten verlenen, of staatssteun ontvangen. Prefecten zouden de bevoegdheid krijgen om “beslissingen of acties van een organisatie op te schorten wanneer die de neutraliteit van de openbare dienst ernstig zou negeren”. Activiteiten van verenigingen, of publicaties die de persoonlijke waardigheid aantasten, bijvoorbeeld inzake polygamie, gedwongen huwelijk of maagdelijkheidsattesten, kunnen opgeschort of ontbonden worden. Thuisonderwijs voor kinderen boven de 3 jaar zou enkel kunnen om medische redenen, en de controle op privé-scholen wordt versterkt. 
Na de moord op Samuel Paty van 16 oktober 2020 kondigde de regering een uitbreiding van de wet aan, met een strafbaarstelling van haatberichten op sociale media, en een – omstreden – verbod om politiemensen herkenbaar in beeld te brengen.
Op 7 december 2020 gaf de Raad van State groen licht voor het ontwerp, mits enkele opmerkingen. Op 9 december besprak de Ministerraad het wetsontwerp. Volgens premier Jean Castex is de wet gericht tegen het «radicale islamisme», niet tegen de moslims, en zal de wet van toepassing zijn op “elke politieke ideologie die tegen de waarden van de Republiek ingaat”. Het wetsvoorstel werd in januari 2021 ter bespreking en goedkeuring voorgelegd aan het parlement, en op 23 juli 2021 goedgekeurd. 
De wet werd uitgebreid met het zogenoemde "Samuel Paty-amendement" dat doxing bestraft met maximaal 5 jaar gevangenis en 75.000 euro boete.

## Reacties

### In Frankrijk
Religieuze leiders in Frankrijk reageerden verdeeld. Voor Mohammed Moussaoui, voorzitter van de Franse Islamitische Raad, « zal het beheer van verenigingen strikter worden geregeld, maar uiteindelijk kan dit gunstig uitdraaien, en het wantrouwen inzake donaties wegnemen». Volgens François Clavairoly, voorzitter van de Protestantse Federatie van Frankrijk, “zal dit project nevenschade veroorzaken aan andere religies, en vooral de protestantse”. Haïm Korsia, opperrabbijn van Frankrijk, is van oordeel dat “de tekst het belang onderstreept van het algemeen respect voor de waarden van de Republiek in alle, ook religieuze ruimtes, en juridische instrumenten zal geven om te doen wat niet eerder kon worden gedaan”. De woordvoerder van de Franse Bisschoppenconferentie zei “begrip te hebben voor de wil van de staat om het islamisme en het radicalisme te bestrijden”, maar stelde vragen bij de bepalingen over privé- en thuisonderwijs : de beweegredenen van sommige ouders om hun kinderen niet naar school te sturen zijn misschien louter educatief, niet religieus. 

### Internationaal
Sommige Angelsaksische media waren kritisch voor de geplande maatregelen van de Franse overheid, die volgens hen zelfs blijk zou geven van islamofobie en racisme, verwijten die president Macron heftig afwees.